# Estanislao Konarski

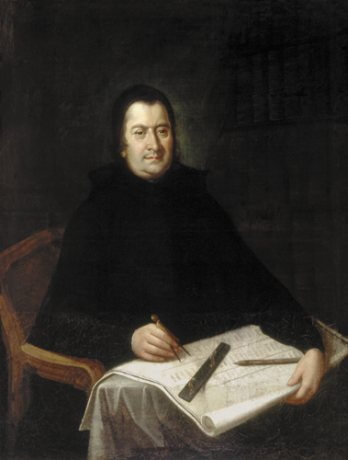
Estanislao Konarski.

Estanislao Konarski (en polaco: Stanisław Konarski; su nombre real era Hieronim Franciszek Konarski) nació en Żarczyce el 30 de septiembre de 1700 y murió en Varsovia el 3 de agosto de 1773. Fue pedagogo, reformador educativo, escritor político, poeta, dramaturgo, monje de Pías y el precursor principal de la Ilustración en Polonia.

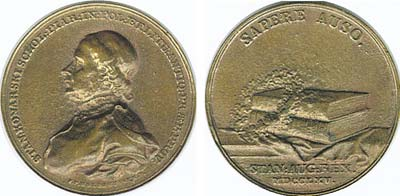
Medalla de 1765 con el retrato de Stanislas Konarski y la inscripción en latín: Sapere auso.

Entre 1725 y 1727 Konarski estudió en el Collegium Nazarenum en Roma, donde se hace un profesor de retórica. A continuación, para mejorar su formación, viaja por Francia, Alemania y Austria. En 1730 vuelve a Polonia y comienza un trabajo sobre un nuevo texto de la legislación polaca (Volumina legum). 
En 1736 Konarski fue maestro en el Collegium Resoviense en Rzeszów y en 1740 fundó el Collegium Nobilium, una escuela elitista de Varsovia para los hijos de la clase alta ("szlachta"). Después reformó las Escuelas Pías en Polonia de acuerdo con su programa educativo (Ordinationes Visitationis Apostolicae..., 1755). Sus reformas se convirtieron en un punto importante en la lucha del siglo XVIII para modernizar el sistema educativo polaco. 
Al principio a Konarski se le asoció políticamente con el Rey Estanislao Leszczynski; más tarde, se acercó a la "Familia" de Czartoryski y el Rey Estanislao II Poniatowski, participando en las notables "cenas de los jueves". Estanislao II Poniatowski hizo que se acuñase una medalla en honor de Konarski, con su retrato y la bien merecida inscripción latina Sapere auso.